# Grazia Daddario
Grazia Daddario (Bari, 12 luglio 1932) è un'attrice italiana.

## Biografia
Inizia la sua carriera nel 1980 nei teatri italiani. Partecipa a vari programmi televisivi sulle reti Mediaset e Rai.
Viene chiamata a recitare vari ruoli sia drammatici che comici in tanti film tra cui Mannaggia alla miseria di Lina Wertmüller, Buona giornata di Carlo Vanzina, Sei mai stata sulla Luna? di Paolo Genovese.

## Filmografia

### Cinema
- Odore di pioggia, regia di Nico Cirasola (1989)
- L'anima gemella, regia di Sergio Rubini (2002)
- Non me lo dire, regia di Vito Cea (2012)
- Buona giornata, regia di Carlo Vanzina (2012)
- 100 metri dal paradiso, regia di Raffaele Verzillo, Fabio Verzillo (2012)
- Sei mai stata sulla Luna?, regia di Paolo Genovese (2015)
- Il racconto dei racconti, regia di Matteo Garrone (2015)
- Io che amo solo te, regia di Marco Ponti (2015)
- Non c'è più religione, regia di Luca Miniero (2016)
- La ragazza dei miei sogni, regia di Saverio Di Biagio (2017)
- Bar Giuseppe, regia di Giulio Base (2019)
- Madklubben, regia di Barbara Topsøe-Rothenborg (2020)
- Si vive una volta sola, regia di Carlo Verdone (2021)

### Televisione
- Ama il tuo nemico, film TV regia di Damiano Damiani (1999)
- Mannaggia alla miseria, film TV regia di Lina Wertmüller (2009)
- Imma Tataranni - Sostituto procuratore, regia di Francesco Amato - serie TV, episodi 2x06-2x07 (2022)